# Greenwood (Wisconsin)
Greenwood és una població dels Estats Units a l'estat de Wisconsin. Segons el cens del 2000 tenia 1.079 habitants.

## Demografia
Segons el cens del 2000, Greenwood tenia 1.079 habitants, 468 habitatges, i 287 famílies. La densitat de població era de 147,2 habitants per km².
Dels 468 habitatges en un 27,8% hi vivien nens de menys de 18 anys, en un 50,9% hi vivien parelles casades, en un 6,4% dones solteres, i en un 38,5% no eren unitats familiars. En el 34,2% dels habitatges hi vivien persones soles el 19,2% de les quals corresponia a persones de 65 anys o més que vivien soles. El nombre mitjà de persones vivint en cada habitatge era de 2,27 i el nombre mitjà de persones que vivien en cada família era de 2,93.
Per edats la població es repartia de la següent manera: un 23,6% tenia menys de 18 anys, un 7,5% entre 18 i 24, un 28,5% entre 25 i 44, un 18,6% de 45 a 60 i un 21,8% 65 anys o més.
L'edat mediana era de 38 anys. Per cada 100 dones de 18 o més anys hi havia 93,9 homes.
La renda mediana per habitatge era de 32.917 $ i la renda mediana per família de 43.438 $. Els homes tenien una renda mediana de 33.750 $ mentre que les dones 22.132 $. La renda per capita de la població era de 18.841 $. Aproximadament el 5,7% de les famílies i el 9,3% de la població estaven per davall del llindar de pobresa.

## Poblacions més properes
El següent diagrama mostra les poblacions més properes.